# Staunton (Indiana)
Staunton – miasto w Stanach Zjednoczonych, w stanie Indiana, w hrabstwie Clay.